# Wa Lone
Wa Lone (1986) è un giornalista birmano.
Giornalista dell'agenzia Reuters e autore di libri per bambini, il 12 dicembre del 2017 è stato arrestato insieme al collega giornalista Kyaw Soe Oo in seguito alle indagini sul massacro di Inn Din compiuto ai danni della minoranza etnica dei Rohingya in Birmania.
Nel settembre del 2018 sono stati condannati a sette anni di detenzione per possesso illegale di documenti ufficiali.

## Biografia
Wa Lone è uno dei cinque figli di un coltivatore di riso residente nel villaggio di Kin Pyit, nel distretto di Shwebo (Regione di Sagaing).
A 16 anni si iscrive in un istituto universitario tecnico ma abbandona gli studi dopo poco a causa delle difficoltà economiche famigliari che non consentivano il pagamento delle rette. 
Nel 2004 si trasferisce a Mawlamyine, una delle principali città birmane per vivere in un monastero buddista dove uno zio era monaco, qui si guadagna il soggiorno con piccoli lavori domestici all'interno del monastero e collaborando con uno studio fotografico. In breve si mette in proprio aprendo una sua attività di servizi fotografici con uno dei suoi fratelli. 
Nel 2010 i due fratelli si trasferiscono a Yangon, dove aprono una nuova attività di servizi fotografici e Wa Lone riesce a iscriversi e frequentare corsi di giornalismo e di inglese. 
Nel 2014 inizia a collaborare con il quotidiano in lingua inglese Myanmar Times con dei servizi sulle elezioni del 2015 che portarono al potere il premio Nobel Aung San Suu Kyi. Durante i due anni di permanenza presso il quotidiano conosce Pan Ei Mon, impiegata presso il reparto vendite e marketing, che diventerà sua moglie nell'aprile del 2017. 
In questo periodo, nonostante l'impegno presso il quotidiano, Wa Lone scrive e pubblica un libro per bambini in inglese e birmano intitolato The Gardener a sfondo ambientalistico. È tra i fondatori di Third Story Project un'organizzazione non profit che si dedica alla scrittura e pubblicazione di racconti per promuovere la tolleranza fra i diversi gruppi etnici del paese. 
Nel 2016 inizia a lavorare per Reuters dove si distingue per la sua dedizione ai temi impegnati come l'assassinio del politico Ko Ni, i soprusi delle forze armate nel nord-est del paese. 

## L'arresto e la condanna

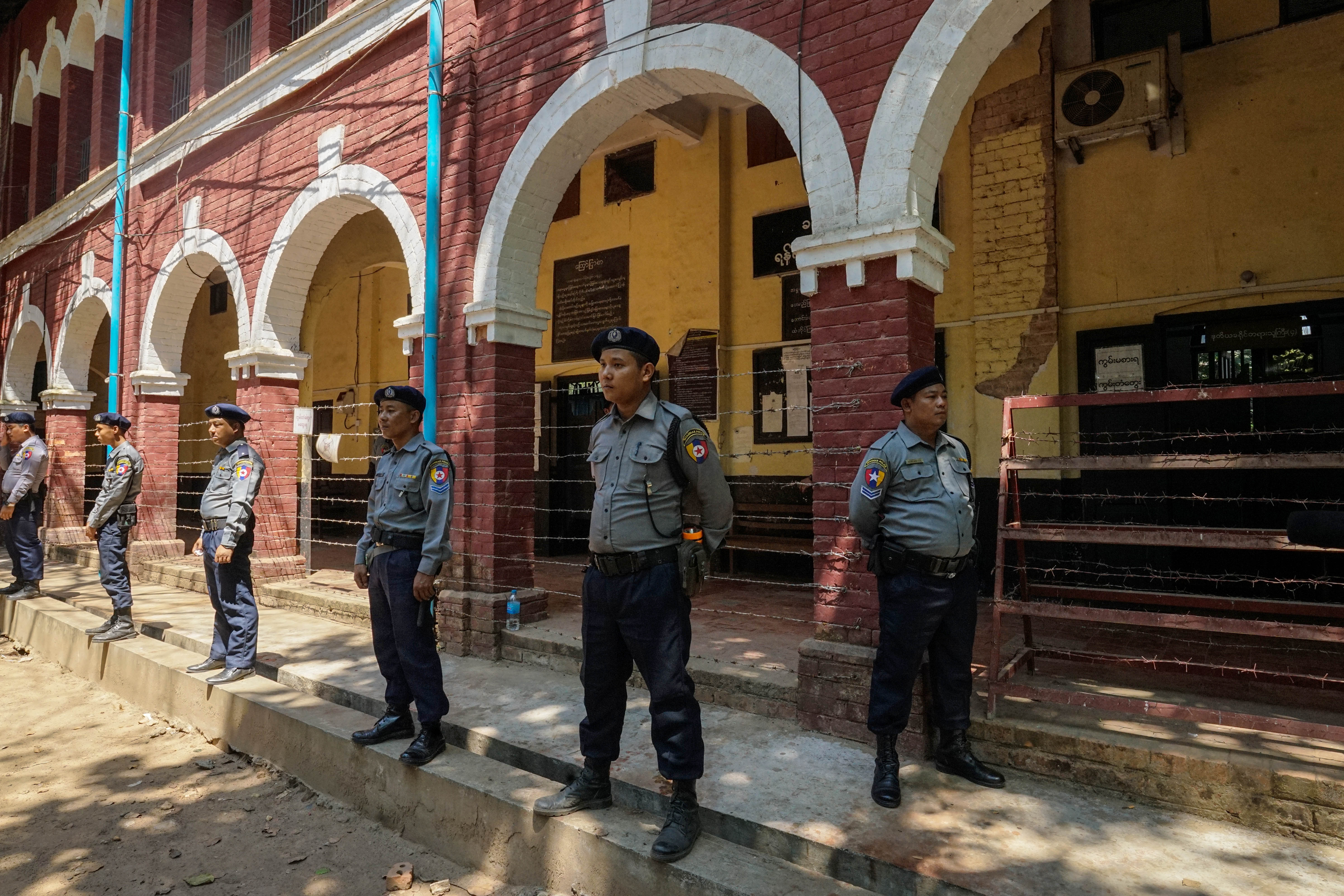
La sorveglianza all'esterno del tribunale durante il processo a Wa Lone e Kyaw Soe Oo

Il 12 dicembre 2017 Wa Lone viene arrestato insieme al collega Kyaw Soe Oo con l'accusa di aver violato la Official Secrets Act, una normativa risalente all'epoca coloniale britannica che sanziona l'ottenimento e l'utilizzo di documenti ed immagini che potrebbero essere utili al nemico. 
Nel corso delle loro indagini i due sono entrati in possesso di documenti segreti, a loro difesa hanno dichiarato che i documenti sono stati loro forniti da personale della polizia al solo scopo di incastrarli. 
L'arresto di Wa Lone e del suo collega ha destato l'attenzione internazionale, i due giornalisti nel corso del 2018 sono stati insigniti di diversi premi e riconoscimenti compresa la nomina da parte di Time di "personaggi dell'anno". 
Per la loro liberazione vi sono stati numerosi appelli da parte di Amnesty International, PEN America e Reporter senza frontiere.
Nel settembre del 2018 sono stati condannati a sette anni di detenzione per possesso illegale di documenti ufficiali. La sentenza ha suscitato reazioni di protesta da parte di numerose organizzazioni fra le quali la Commissione europea. 